# Leonidi
Leonidi so meteorski roj, povezan s kometom Tempel-Tuttle. Imenujejo se po ozvezdju Leva, iz katerega utrinki navidezno izhajajo. 
Leonidi so vidni vsako leto okrog 17. novembra, ko Zemlja potuje skozi oblak delcev, ki ga je za seboj pustil komet. 